# Tesoma kyrka
Tesoma kyrka (finska: Tesoman kirkko) är en kyrkobyggnad i stadsdelen Tesomajärvi i den finländska staden Tammerfors. Den tillhör Harju församling inom Evangelisk-lutherska kyrkan i Finland.
Kyrkobyggnaden, som ritades av arkitekt Olavi Suvitie och invigdes 1978, är uppfört i rött tegel. Kyrkorummet rymmer upp till 350 personer. Bland inventarierna finns en tolvstämmig orgel tillverkad av Kangasala orgelbyggeri.